# António Jorge Dias
Pour les articles homonymes, voir Dias.
António Jorge Dias (1907-1973) est la figure majeure de l'anthropologie portugaise.
Il est le fondateur du Musée d'Ethnologie de Lisbonne.